# 플로리다 대학교
플로리다 대학교(영어: University of Florida)는 미국 플로리다주 게인즈빌에 있는 주립 대학으로 1853년에 설립되었다.플로리다 대학교는 게인스빌에 소재한 2,000 에이커 (8.1km2) 규모의 캠퍼스 미국의 대학이다. 플로리다 대학교의 기원은 1853년으로 시작으로 플로리다 오칼라 (Ocala)에 설립 된 4 개의 전신 대학 중 가장 오래된 University of East Florida Seminary가 설립 된 1853년에 시작되었다. 1853년 1월 6일 플로리다 주지사 토마스 브라운 (Thomas Brown)은 플로리다주 고등 교육에 법원에 서명했다. 길버트 킹즈 버리 (Gilbert Kingsbury)는이 법률을 활용 한 최초의 인물이었으며, 1861년 남북 전쟁이 발발 할 때까지 운영되는 이스트 플로리다 신학교 (East Florida Seminary)를 설립했다. 이스트 플로리다 신학교 (East Florida Seminary)는 플로리다 주에서 최초로 지원되는 고등 교육 기관이다. 이후 명칭을 1906년 9월 이후 플로리다 대학교 (University of Florida)로 바꾸고 게인즈빌(Gainesville, FL) 캠퍼스에서 지속적으로 운영해 왔다.
U.S. 뉴스 & 월드 리포트 2021년에 플로리다 대학교를 미국의 5위 공립 대학순위에 선정하고 전국 공립 및 사립 대학 중 28위를 차지하였다.
플로리다 대학교의 많은 대학과 대학원이 U.S. 뉴스 & 월드 리포트에서 상위 50 위를 차지했으며 플로리다의 경영대학 은 전국 29 위, 플로리다 의과 대학 37 위 공학 학교 41 위, 법학대학 21 위, 간호 학교 48 위를 차지 하였다.
U.S. 뉴스 & 월드 리포트에 따르면 2016년 플로리다 대학교의 청각학 7 위, 분석 화학 8 위, 작업 치료 10 위, 범죄학 12 위, 물리 치료 12 위, 약학 9 위, 수의학 14 위, 언어 병리학 15 위, 의사 15 위 의학 심리학 40위, 역사학 46위, 컴퓨터 과학 48위, 경제학 48위, 정치학 50위,의료 관리 29위, 공중 보건 30위, 통계 30위, 화학 35위, 물리학 36위, 임상 심리학 37위이다.
2013년 U.S. 뉴스 & 월드 리포트는 생물 공학 분야의 프로그램으로 생물 공학 분야에서 38 위를 차지했으며 재료 공학은 11 위, 산업 공학은 13 위, 우주 항공 공학은 26 위 화학 공학 28위, 환경 공학 30위, 컴퓨터 공학 31위, 토목 공학 32위, 전기 공학 34위, 기계 공학 44위이다.
2015년 세계 대학 순위 (Academic Ranking of World Universities)는 플로리다 대학교의 전체 연구 성과 및 교수 상을 토대로 2016년 세계 대학 중 90 위, 미국에서 45 위를 차지했다. 월간지는 2016년에 플로리다 대학교의 연구, 지역 사회 봉사 및 사회적 이동성에 기반한 기준으로 국립 대학교 중 18 위를 차지했다. 뿐만아니라, USN & WR 2016 세계 랭킹에서 전체 글로벌 대학 순위 53위이다.
주요 출판물에서 대학이받은 가장 낮은 국가 순위는 2016년 8월에 전국에서 78 위를 차지한 포브스 (Forbes)에서 나온 것이다. 이 랭킹은 주로 다른 랭킹과 달리 순수한 재정적 영향에 중점을두고 있으며 일반적으로 대부분의 연구 대학보다 교양 과목 대학의 순위가 높다.
플로리다 대학교는 프린스턴 리뷰 (Princeton Review)의 2015년 최고의 파티 학교 목록에서 14 위를 차지했다. 또한 PETA가 실시한 설문 조사에 따르면 2014년에 완전 채식 친화적 인 학교로 선정되었다.
플로리다 대학교는16 개 단과 대학 및 150 개 이상의 연구, 서비스 및 교육 센터, 국 및 학원으로 나뉘며 100 개 이상의 학부 전공과 200 개 대학원 학위를 제공한다.
University of Florida Health는 게인즈빌과 잭슨빌에 두 개의 캠퍼스를 두고 있다. 여기에는 2 개의 교육 병원과 2 개의 전문 병원, 치과, 의학, 간호학, 약학, 공중 보건 및 보건 전문 대학, 대형 동물 병원 및 작은 동물 병원을 포함한 수의학 대학이 포함된다. 이 시스템은 또한 임상 및 번역 과학 연구소, 에블린 F. 및 윌리엄 맥나이트 브레인 연구소, 유전학 연구소, UF 건강 암 센터, 노화 연구소 및 신생 병원원 등 여섯 개의 UF 연구 기관을 포함한다. UF Health는 미국 내 유일하게 인접한 캠퍼스에 6 개의 건강 관련 대학이 있는 유일한 학술 보건 센터다.
환자 간호 서비스는 비영리 기관인 UF Health Shands 사의 병원 및 프로그램 비영리 단체를 통해 제공된다. 게인즈 빌에 있는 UF Health Shands 병원에는 UF Health Shands 아동 병원과 UF Health Shands Cancer Hospital이 포함되어 있다. UF Health Shands Rehab 병원과 UF Health Shands Psychiatric Hospital은 게인즈빌에 있다. UF Health 잭슨빌은 플로리다주 북동부의 시스템이다.
UF Health는 외래 환자 재활 센터, UF Health Rehab Centers 및 2 개의 가정 건강 기관 인 UF Health Shands HomeCare의 네트워크를 보유하고 있다. 플로리다 북부 중부 및 북동부에서 80 개 이상의 외과 의사 외래 수술을 받았다. UF Health는 게인즈빌 및 북 플로리다/ 남 조지아의 Veterans Affairs 병원과 제휴하고 있다.
전체적으로 6 개 대학에 6,159 명의 학생이 등록되어 있다. 건강 과학 센터 (Health Science Center)의 일부이며 세계에서 가장 포괄적인 프로그램이다. 연구소는 10 개 단과 대학의 300 명의 교수진과 캠퍼스 전체의 51 개학과로 구성되어 있다.
플로리다 대학 (University of Florida)은 NIH (National Institute of Health and Translational Science Award)의 수상자이자 NIH 국립 컨소시엄 의료 연구 기관의 회원이다.

## 외부 링크

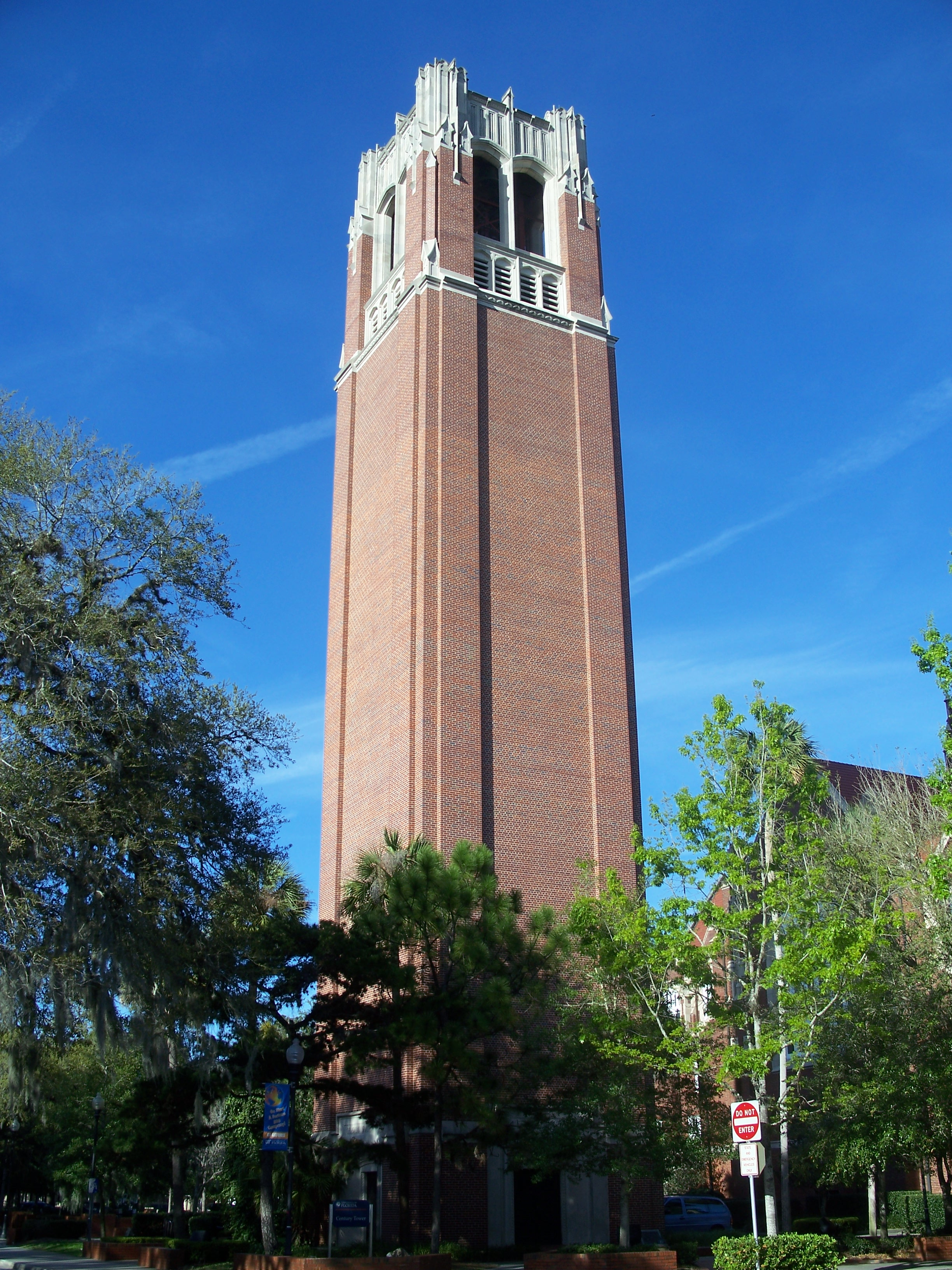
플로리다 대학교 Century Tower